# Kepler-16
Désignations
Kepler-16 est une étoile binaire détachée à éclipses de type Algol située à ∼ 245 a.l. (∼ 75,1 pc) du Soleil dans la constellation du Cygne. L'étude détaillée des transits réciproques de deux étoiles qui composent le système a permis d'en déterminer les paramètres avec une précision rarement égalée, qui a débouché le 15 septembre 2011 sur l'identification d'une planète circumbinaire complétant ce système.
Les étoiles composant ce système sont :
- Kepler-16 A, naine orange d'environ 0,69 masse solaire et 0,649 rayon solaire ;
- Kepler-16 B, naine rouge d'environ 0,203 masse solaire et 0,226 rayon solaire.

Ces deux étoiles orbitent l'une autour de l'autre en 41 jours avec un demi-grand axe d'environ 0,224 unité astronomique et une inclinaison de 90,340 1 degrés par rapport à la ligne de visée.

## Système planétaire
Une planète est en orbite autour de la paire d'étoiles :
| Planète     | Masse    | Demi-grand axe (ua) | Période orbitale (jours) | Excentricité | Inclinaison | Rayon      |
| ----------- | -------- | ------------------- | ------------------------ | ------------ | ----------- | ---------- |
| Kepler-16 b | 0,333 MJ | 0,704 8             | 228,776                  | 0,006 9      |             | 0,753 8 RJ |

La planète Kepler-16 b, formellement Kepler-16 (AB) b, est une géante gazeuse d'environ un tiers de masse jovienne et trois quarts de rayon jovien. Cette planète orbite autour du barycentre du système en 228,8 jours avec un demi-grand axe d'environ 0,705 unité astronomique et une inclinaison de 90,032 2 degrés par rapport à la ligne de visée.

Représentation artistique du système Kepler-16 : Kepler-16A en jaune, Kepler-16B en orange et Kepler-16 (AB) b en mauve.